# Герб Марвана
Ге́рб Марва́на — офіційний символ містечка Марван, Португалія. Використовується як територіальний герб. У синьому щиті золотий замок із трьома баштами, червоними вікнами і брамою. У главі щита малий герб Португалії, обабіч якого два срібні ключі. Щит увінчує срібна мурована містечкова корона з чотирма вежами.  Під щитом біла стрічка, на якій великими літерами напис португальською: «mui nobre e sempre leal vila de Marvão» (найшляхетніше і завжди вірне містечко Марван).  Офіційно затверджений 20 червня 1933 року.  

## Галерея

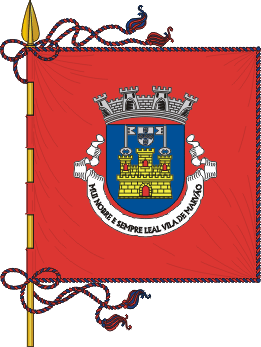
Прапор